# Никульское (Ярославский район)
Никульское — деревня Ивняковского сельского поселения Ярославского района Ярославской области.

## География
Деревня находится на правом берегу реки Которосль в окружении леса. На противоположном берегу, наследующем повороте расположена деревня Барышкино. Выше по течению, по правому берегу Которосли вплоть до железнодорожного моста идут садовые товарищества «Родники», «Проектировщик-2», «Ярославец», «Лазурный», «Нефтестроевец», «Нефтяник-2», «Строитель».

## История
В 2006 году деревня вошла в состав Ивняковского сельского поселения образованного в результате слияния Ивняковского и Бекреневского сельсоветов.

## Население
| 2007 | 2010 |
| ---- | ---- |
| 2    | ↗3   |

### Историческая численность населения
По состоянию на 1859 год в деревне было 5 домов и проживало 34 человека.
По состоянию на 1989 год в деревне не было постоянного населения.

### Национальный и гендерный состав
Согласно результатам переписи 2010 года население составляют 2 мужчины и 1 женщина.

## Инфраструктура
Основа экономики — личное подсобное хозяйство. По состоянию на 2021 год большинство домов используется жителями для постоянного проживания и проживания в летний период. Вода добывается жителями из личных колодцев. Имеется таксофон (около дома №1).
Почтовое отделение №150507, расположенное в посёлке Ивняки, на март 2022 года обслуживает в деревне 45 домов.

## Транспорт
Дорога к Никульскому идёт через Сабельницы, асфальтированный участок заканчивается при подъезде к деревне.